# Nahverkehr Schwerin
Die Nahverkehr Schwerin GmbH (NVS) ist ein in Schwerin ansässiges kommunales Verkehrsunternehmen, welches vier Straßenbahn-, 15 Buslinien und eine Fährlinie betreibt.
Der NVS ist ein 99-prozentiges Tochterunternehmen der Stadtwerke Schwerin GmbH (Eigentümer der Stadtwerke: 100 % Stadt Schwerin).

## Geschichte

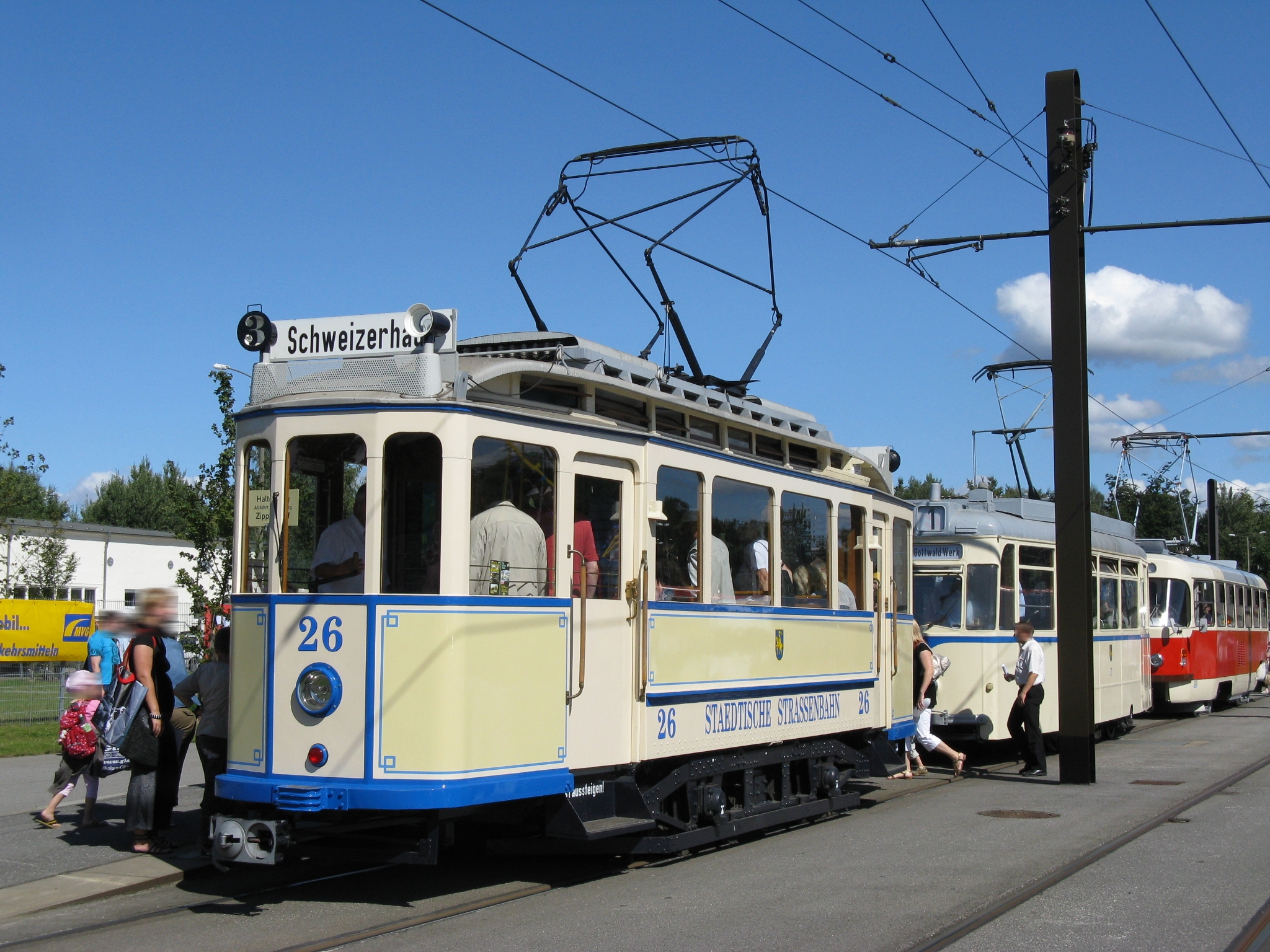
Traditionswagen Typ Wismar, Baujahr 1926 (vorn)

1881 nahm die erste Schweriner Pferdebahn ihren Betrieb auf zwei Strecken auf. Bereits vier Jahre später wurde sie wegen Unrentabilität wieder eingestellt. Im Jahr 1906 fuhr der erste Omnibus im Linienverkehr, damals wurde die Omnibussparte von einer Kraftfahrtgenossenschaft unterhalten. Auch dieser rentierte sich nicht und man stellte nach wenigen Monaten den Betrieb wieder ein. Am 1. Dezember 1908 wurde schließlich der elektrische Straßenbahnbetrieb eröffnet. Am 21. Dezember 1935 wurde der städtische Omnibuslinienverkehr in Ergänzung zur Straßenbahn eröffnet.
Im April 1945 wurde das alte Straßenbahndepot in der Wallstraße durch einen Luftangriff getroffen. Dabei wurden, bis auf vier im Einsatz befindliche, alle Trieb- und Beiwagen der Straßenbahn beschädigt oder zerstört. Bereits am 1. Mai 1946 konnte der Nahverkehr den Fahrbetrieb wieder aufnehmen.
Wie alle anderen Unternehmen in der DDR wurde auch der Nahverkehr Schwerin in die DDR-Planwirtschaft eingegliedert. 1948 erfolgte die Aufnahme in das Kommunalwirtschaftliche Unternehmen (KWU).
1976 wurde der Grundstein für einen neuen großen Betriebshof im Haselholz gelegt. Hier entstanden Werkstätten, Verwaltungsgebäude und eine Umspannstation.
Im Jahr 1982 wurde der VE(K) Nahverkehr als eigenständiger Betrieb dem Kombinatsverbund zugeordnet. Nach der Wende wandelte sich der Nahverkehr 1990 in eine GmbH um. Kurz darauf wurde mit der Erneuerung des Buswagenparkes begonnen. In den Jahren 1991 und 1993 wurden 48 Stadtbusse der Typen Mercedes-Benz O 405 und O 405 G sowie Niederflurbusse von MAN angeschafft, die bis 1995 die Ikarus-Busse ersetzten.
Auch der Nahverkehr Schwerin setzt in Grundzügen das Konzept des Outsourcing um: 1999 wurde ein Teil des Betriebes, darunter die Buslinie 16, in die Schweriner Verkehrs-Service GmbH ausgegliedert, die sich jedoch 2003 wieder auflöste. Im Jahr 2004 erfolgte die Gründung der Mecklenburger Verkehrsservice GmbH Schwerin (MVG), die sich auf Servicefragen wie z. B. den Verkauf von Fahrscheinen und den Fahrdienst konzentrierte. Zum 1. Januar 2019 erfolgte die Aufschmelzung der MVG zurück auf die NVS. Im selben Jahr wurde zudem ein umfangreiches Redesign des Logos vorgenommen, das die visuelle Identität des Unternehmens modernisierte.
Im Jahr 2000 wurde die MecklenburgBahn (MEBA) als hundertprozentiges Tochterunternehmen des NVS gegründet, die ab 2001 den Personenverkehr auf der 80 Kilometer langen Strecke Rehna – Gadebusch – Schwerin Hbf – Crivitz – Parchim bis Dezember 2013 betrieb. Die MEBA fusionierte 2005 mit der OME zur Ostseeland Verkehr GmbH. An diesem Unternehmen hielten die Veolia Verkehr GmbH 70 % und der NVS 30 % der Anteile. 2014 wurde die Gesellschaft geschlossen.

## Straßenbahn
Die Nahverkehr Schwerin GmbH ist Betreiberin von vier Straßenbahnlinien. Das Schweriner Straßenbahnnetz umfasst heute eine Streckenlänge von 21 Kilometern. Im Linienbetrieb werden ausschließlich Niederflur-Gelenktriebwagen des Typs SN2001 von Bombardier eingesetzt, die in den Jahren 2001 bis 2003 beschafft wurden.

### Linien
Seit dem 16. März 2015 wird folgendes Liniennetz betrieben, wobei die Betriebsintervalle tagsüber zum Teil abhängig sind von der Tageszeit bzw. dem Wochentag:
| 1 | Kliniken – Hauptbahnhof – Marienplatz – Platz der Jugend – Ostorf – Dreescher Markt – Berliner Platz – Hegelstraße              | alle 15 / 20 / 30 Minuten (Ab 20 Uhr durch Busse ersetzt) |
| 2 | Lankow-Siedlung – Platz der Freiheit – Marienplatz – Platz der Jugend – Ostorf – Dreescher Markt – Berliner Platz – Hegelstraße | alle 15 / 20 / 30 / 70 Minuten                            |
| 3 | Neu Pampow – Haselholz – Großer Dreesch – Berliner Platz – Hegelstraße                                                          | alle 30 Minuten (nur Berufsverkehr)                       |
| 4 | Kliniken – Hauptbahnhof – Marienplatz – Platz der Jugend – Ostorf – Haselholz – Neu Pampow                                      | alle 30 / 40 / 60 / 80 Minuten                            |

## Bus

### Linien

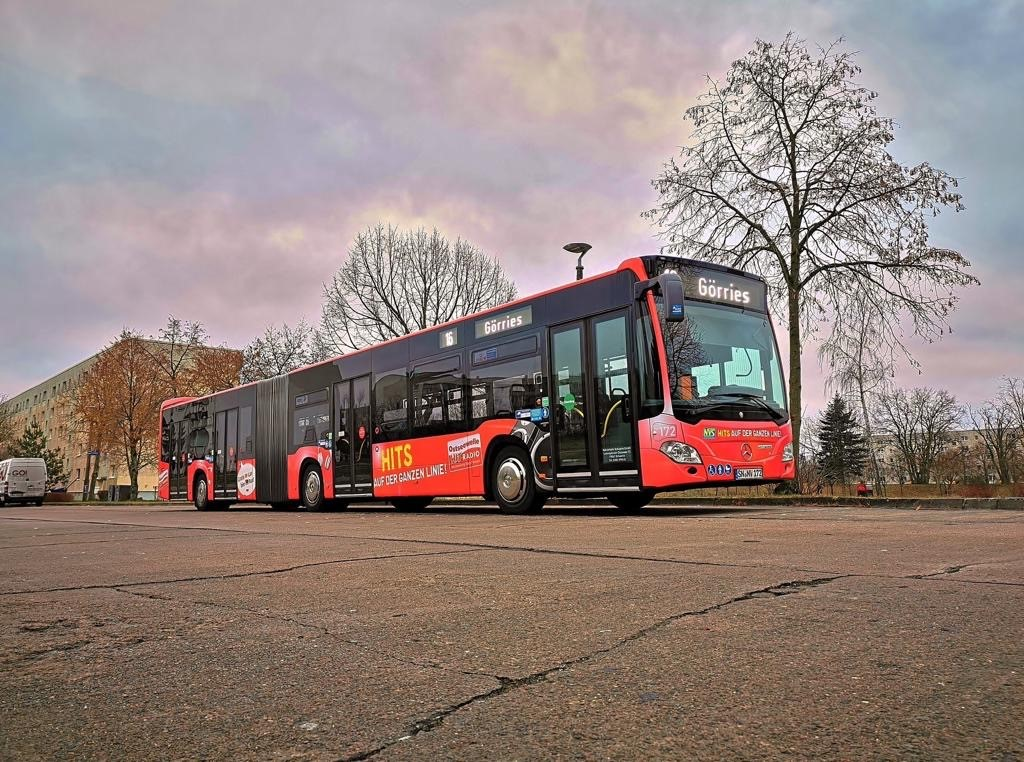
Gelenkbus Mercedes-Benz Citaro C2 G

Folgende Linien werden betrieben (Stand 28. April 2023)
Haltestellen, die mit * gekennzeichnet sind, können aufgrund von Baustellen nicht angefahren werden. Stand der Baustellen: Sa., 14. September 2024
| 5  | Hauptbahnhof P+R – Marienplatz – Platz der Jugend – Görries                                                                                 |
| 6  | Stauffenbergstraße – Zippendorf – Mueß – Raben Steinfeld, Oberdorf                                                                          |
| 7  | Hauptbahnhof P+R – Marienplatz – Platz der Jugend – Langer Berg – Krebsförden                                                               |
| 8  | Lübstorf – Seehof – Kliniken – Hauptbahnhof (– Marienplatz – Platz der Jugend – Jugendherberge)                                             |
| 9  | Stauffenbergstraße – Stern Buchholz |
| 10 | Buchenweg – Schloss – Marienplatz – Hauptbahnhof – Platz der Freiheit – Alter Friedhof (– Bleicherufer*)                                    |
| 11 | (Kliniken –) Walther-Rathenau-Straße – Schelfmarkt – Friedrichstraße – Hauptbahnhof – Platz der Freiheit – Alter Friedhof (– Bleicherufer*) |
| 12 | Marienplatz – Kongresshalle – Sacktannen – Wittenförden                                                                                     |
| 13 | Lankow-Siedlung – Sacktannen – Görries – Krebsförden – Otto-von-Guericke-Straße                                                             |
| 14 | Lankow-Siedlung – Neumühle – Kongresshalle – Marienplatz – Platz der Jugend – Jugendherberge                                                |
| 16 | Kantstraße – Krebsförden – Görries |
| 17 | Friedrichsthal – Lankow-Siedlung – Kieler Straße                                                                                            |
| 18 | Friedrichsthal – Lankow-Siedlung – Kieler Straße – Alte Gärtnerei – Pingelshagen                                                            |
| 19 | Hauptbahnhof P+R – Marienplatz – Platz der Jugend – Betriebshof NVS                                                                         |
| 20 | Stauffenbergstraße – Göhrener Tannen |

## Eingesetzte Bustypen
- 16 Solobusse des Typs Mercedes-Benz Citaro C2 (dreitürig, Baujahr 2016)
- 16 Gelenkbusse des Typs Mercedes-Benz Citaro C2G (viertürig, Baujahr 2016)
- vier Gelenkbusse des Typs Mercedes-Benz Citaro C2 GL CapaCity (viertürig, Baujahr 2020 und 2023)
- vier Elektrosolobusse des Typs Mercedes-Benz Citaro eCitaro (drei von Baujahr 2019 und einer von Baujahr 2021)
- vier Elektrogelenkbusse des Typs Mercedes-Benz Citaro eCitaro G (Baujahr 2022)

Die Lackierung der Busse entspricht der üblichen NVS-Lackierung (weiß mit hellgelben und blauen Streifen unten). Einige Fahrzeuge wurden mit Werbungen beklebt.

## Anbindung des weiteren Umlandes
Pingelshagen und Wittenförden werden durch die Buslinien 12 (Marienplatz <-> Wittenförden) und 18 (Friedrichsthal <-> Pingelshagen/Alte Gärtnerei) angefahren.
Die Anbindung ins weitere Umland geschieht durch die Regionalbuslinien der NAHBUS Nordwestmecklenburg GmbH und der Verkehrsgesellschaft Ludwigslust-Parchim mbH (VLP).

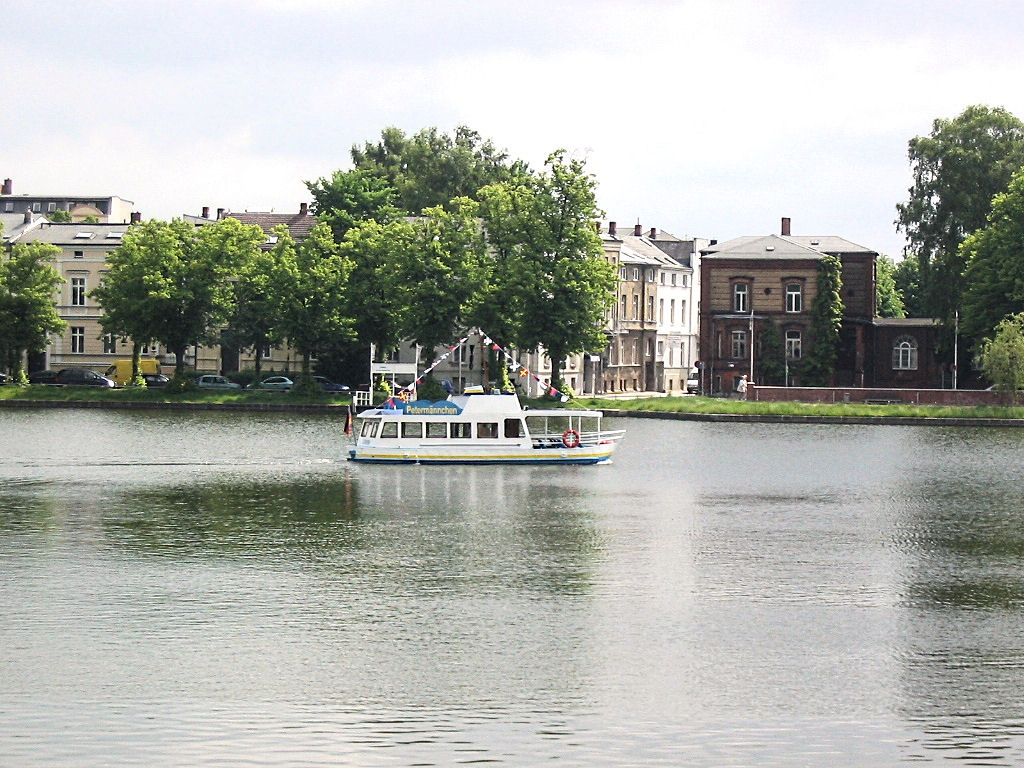
„Petermännchen“-Fähre

## Fähre
Im Zeitraum vom 1. Mai bis zum 30. September wird dienstags bis sonntags und an Feiertagen in der Zeit von 10 Uhr bis 18 Uhr die nach dem Schweriner Schlossgeist benannte Fähre Petermännchen über den Pfaffenteich betrieben. Hierfür existiert kein Fahrplan. Die Fahrgäste bestimmen, welche der vier Anlegestellen die Fähre anlaufen soll. Der Fahrpreis für eine Fahrt beträgt für Erwachsene 2 Euro, für Kinder 1 Euro.